# カストロピニャーノ
カストロピニャーノ（イタリア語: Castropignano）は、イタリア共和国モリーゼ州カンポバッソ県にある、人口約900人の基礎自治体（コムーネ）。

## 地理

### 位置・広がり

#### 隣接コムーネ
隣接するコムーネは以下の通り。
- ブッソ
- カンポバッソ
- カザルチプラーノ
- フォッサルト
- リモザーノ
- オラティーノ
- リパリモザーニ
- トレッラ・デル・サンニオ